# Xu Chen

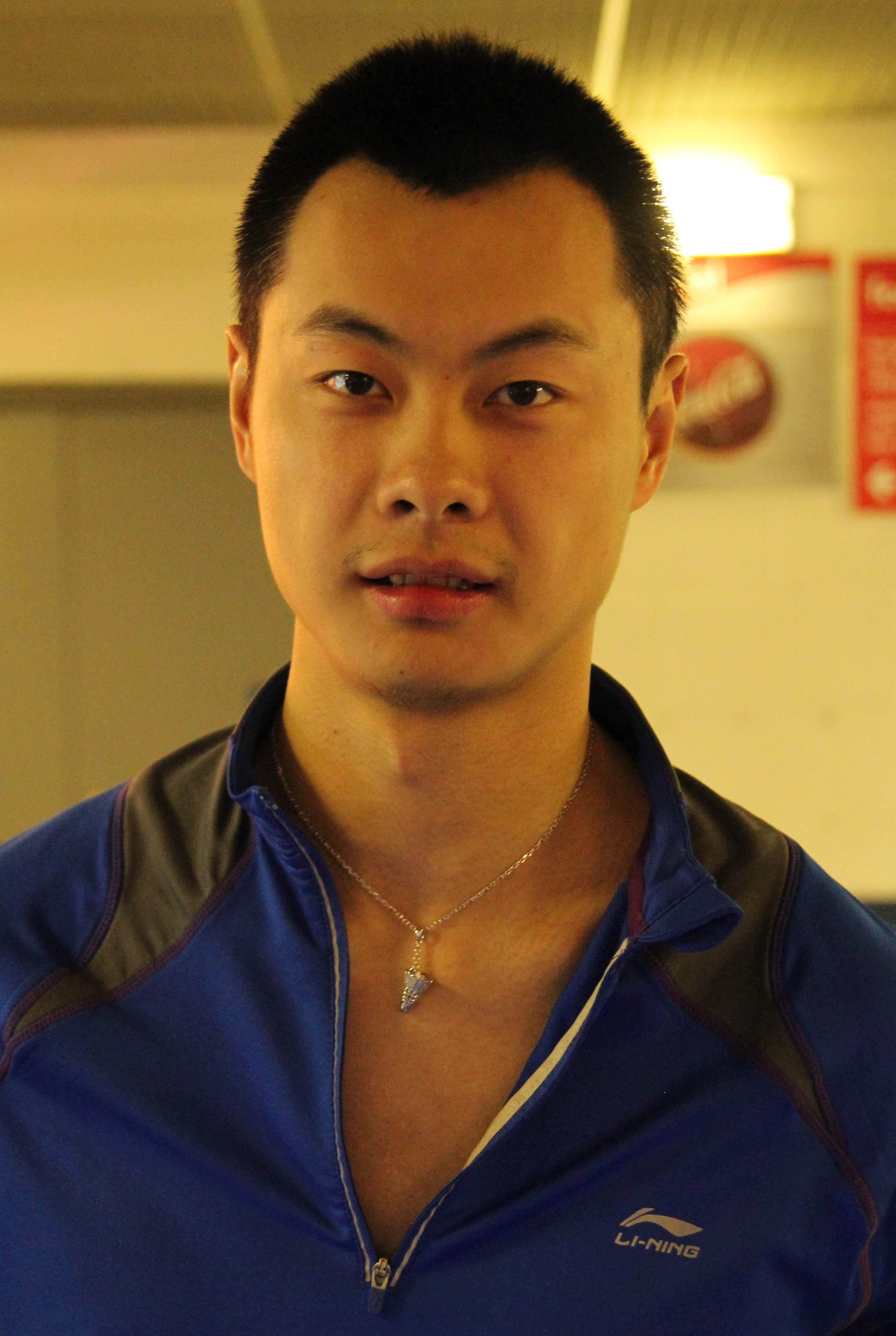
Xu Chen 2012

Xu Chen (chinesisch 徐晨, * 29. November 1984 in der Provinz Jiangsu) ist ein chinesischer Badmintonspieler.

## Karriere
Bei der Badminton-Asienmeisterschaft 2007 wurde Xu Chen Zweiter im Mixed mit Zhao Tingting. 2008 gewann er die Macau Open im Mixed mit Zhao Yunlei, 2009 die German Open. Im Herrendoppel siegte er bei den China Masters 2009. Bei den Hong Kong Open 2006 war dagegen bereits im Halbfinale des Herrendoppels Endstation. Finalist war er bei den China Open desselben Jahres. Bei der Badminton-Weltmeisterschaft 2009 schied er im Doppel im Viertelfinale aus. Durch den Sieg beim Thomas Cup 2010 wurde er Weltmeister mit dem chinesischen Team.

## Sportliche Erfolge
| Saison | Veranstaltung      | Disziplin    | Platz | Name                    |
| ------ | ------------------ | ------------ | ----- | ----------------------- |
| 2006   | Hong Kong Open     | Herrendoppel | 3     | Guo Zhendong / Xu Chen  |
| 2006   | China Open         | Mixed        | 2     | Xu Chen / Zhao Tingting |
| 2007   | Asienmeisterschaft | Mixed        | 2     | Xu Chen / Zhao Tingting |
| 2008   | Macau Open         | Mixed        | 1     | Xu Chen / Zhao Yunlei   |
| 2009   | German Open        | Mixed        | 1     | Xu Chen / Zhao Yunlei   |
| 2009   | China Masters      | Herrendoppel | 1     | Guo Zhendong / Xu Chen  |
| 2010   | Thomas Cup         | Team         | 1     | China                   |
| 2012   | Denmark Open       | Mixed        | 1     | Xu Chen / Ma Jin        |
| 2012   | French Open        | Mixed        | 1     | Xu Chen / Ma Jin        |